# Kabinettsorder
Die Kabinettsorder bzw. Kabinettsordre (von französisch cabinet ‚Kabinett‘, und ordre ‚Befehl‘) war in Europa seit dem Absolutismus im Ancien Régime bis zum Ende der mitteleuropäischen Monarchien 1918 die übliche Form der monarchischen Gesetzgebung.

## Formale Bestimmung
Die Kabinettsorder, auch als Allerhöchste Cabinets Ordre (A.C.O.) bzw. Allerhöchste Kabinettsorder (A.K.O.) bezeichnet,
- wurde vom Monarchen selbständig und eigenmächtig erlassen,
- war ohne Gegenzeichnung gültig,
- unterlag keiner jurisdiktionellen Kontrolle und
- behielt ihre Gültigkeit, bis sie durch eine neue Order widerrufen oder aufgehoben wurde.

Sie hatte etwa die juristische und politische Bedeutung in vorkonstitutioneller Zeit, die in konstitutionellen Staaten das Gesetz hat.

## Geschichte

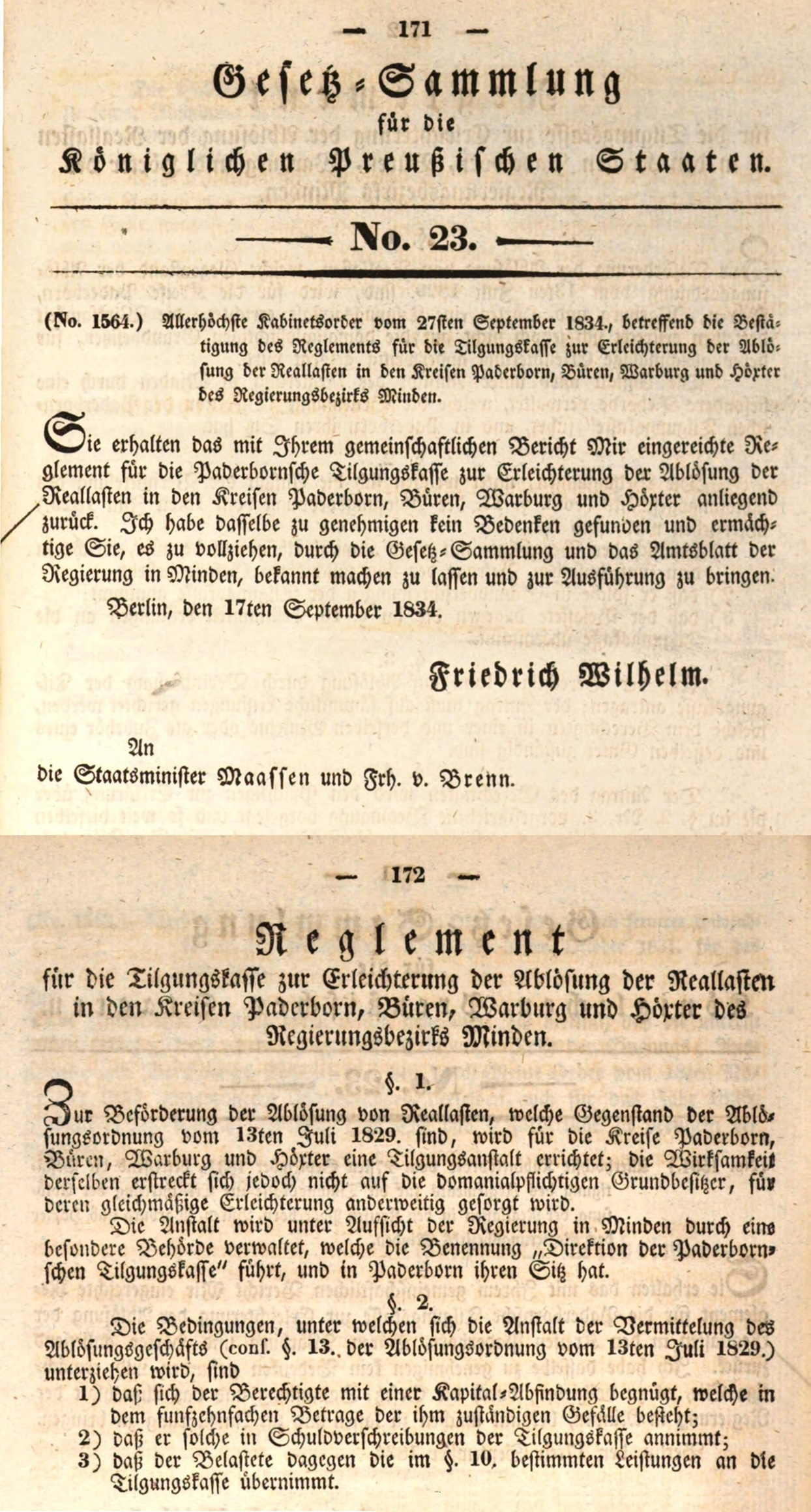
Kabinettsorder Friedrich Wilhelms III. von Preußen zur Einführung der Paderborner Tilgungskasse, darauf folgend die ersten beiden Paragrafen des Gesetzes (1834)

Die Kabinettsorder war das typische Instrument des Ancien Régime für die integrierte und unabhängige Herrschaftsausübung durch den Monarchen, mittels dessen Legislative, Exekutive und Judikative gleichermaßen, gelegentlich auch koinzident, ausgeübt werden konnten. Alleinige Rechtsquelle war der monarchische Wille, daher etwa  die französischen Lettres de cachet mit der stereotypen Formel schließen: « Car tel est notre bon plaisir » (deutsch etwa „Denn dies ist unser rechter Wille“ oder „Denn so gefällt es uns wohl“). Während vor allem das Strafrecht seit der Frühen Neuzeit vielerorts generell abstrakte Regeln mit konstitutionellem Charakter kannte – etwa die Constitutio Criminalis Carolina von 1532 –, wurden Gegenstände des bürgerlichen und öffentlichen Rechts häufig bis ins 19. Jahrhundert hinein weitgehend per Kabinettsorder geregelt. Dies trug zur kritischen Wahrnehmung des Absolutismus – vor allem durch das aufstrebende Bürgertum – als willkürliche, weil nicht an grundsätzlichen, dauerhaften Normen orientierte Herrschaftsform wesentlich bei.
Das Aufkommen des Konstitutionalismus seit der Französischen Revolution 1789 stellte die überkommene Praxis monarchischer Herrschaftsausübung grundlegend in Frage. Mit der Durchsetzung bürgerlicher Verfassungen – etwa in Preußen 1850, in Österreich 1861 – wurde die Kabinettsorder mehr und mehr vom Gesetz als der vorherrschenden Form der Normsetzung verdrängt. Gleichwohl blieb sie in den Rechtssphären, die die Verfassung dem Monarchen als relative oder absolute Einflusszonen zugestand, weiterhin das bis 1918 übliche Instrument der legislativen und exekutiven Koordination rechtlicher Verhältnisse, und zwar vor allem in folgenden Rechtsgebieten:
- Personalverhältnisse des Militärs und der Beamtenschaft
- Ausübung des Landesherrlichen Kirchenregiments
- Rechtsverhältnisse der Krone als Eigentümerin von Kronbesitz
- Rechtsverhältnisse des landständigen Adels
- Rechtsverhältnisse der Mitglieder der Herrscherfamilie als solche

Jurisdiktionelle Befugnisse im weiteren zivil- und strafrechtlichen Sinne konnten in konstitutionellen Monarchien durch die Kabinettsorder allerdings nicht mehr ausgeübt werden.

## Im heutigen Großbritannien
Unter der Bezeichnung Order-in-Council existiert das Konzept der Kabinettsorder im Vereinigten Königreich bis heute. Es handelt sich um Rechtssetzungsakte, die formal vom König im Rahmen einer Sitzung des Privy Council erlassen werden. Da die Orders aber vorab von den zuständigen Ministerien entworfen und abgestimmt werden und der König seine Zustimmung nie verweigert, handelt es sich in der Sache um exekutive Rechtssetzung durch die Regierung, ungefähr vergleichbar einer deutschen Rechtsverordnung. Die meisten Orders-in-Council benötigen eine Ermächtigungsgrundlage durch ein Parlamentsgesetz, es gibt aber auch vereinzelt noch Regelungsbereiche, etwa im Beamtenrecht, in denen ein Order-in-Council ohne gesetzliche Grundlage erlassen werden kann.